# Hnidns
Les Hnidns étaient une petite tribu de Lorraine, vraisemblablement d'origine tsigane, qui vivait dans la première moitié du XIXe siècle dans quelques villages du département de la Moselle.
Les individus qui la composaient, qui avaient selon les gens du pays un teint basané et un langage incompréhensible, étaient désignés dans la région sous le nom de Hungar, Hongres (c’est-à-dire Hongrois), Honcks ou encore, Zigenners. L'historien français Louis Dussieux put recueillir quelques mots de leur langue : viande se disait mass, pain, marc, eau, gand, vin, mol, eau-de-vie, hatcherdy, bière, lavina, couteau, schoury, enfant, tschowo, garçon, rackljo, fille, ischay, homme, roum, femme, roumni, maison, ker, village, gaw, ville, foro. Il s'agit de romani, ce que l’auteur n'identifie pas, ne connaissant la langue rom.
Cette tribu, qui comptait une quarantaine d'individus, était répandue dans trois villages : Baerenthal et Philippsbourg dans le canton de Bitche ainsi que Verrerie-Sophie près de Forbach. Jusqu'en 1803, les membres de cette tribu vivaient dans les bois, sous la domination de l'un d'eux qui était leur chef, et qui aurait sur ses subordonnés, selon l'auteur, le droit de vie et de mort. Selon des témoignages relatés par Dussieux, plusieurs d'entre eux ayant commis des crimes, leurs compagnons n'attendirent pas les recherches de la justice, et les fusillèrent eux-mêmes. Les Hnidns vivaient du produit de la chasse, mais aussi de leurs vols et de quelques aumônes. Certains sont musiciens et jouent de leurs instruments dans les fêtes de villages, tandis que d'autres se faisaient colporteurs et vendaient de la menue verroterie et de la faïence fabriquée dans les environs.
En 1803, les agents forestiers forcèrent la tribu à quitter les bois et à vivre dans les villages.
Selon les témoignages de l'époque, typique de la vision des intellectuels intéressés par les populations dites bohémiennes au XIXe siècle, « la peau des Hnidns est basanée ; dès leur plus tendre enfance, ils s'enduisent le corps de lard et s'exposent nus à l'ardeur du soleil ». Ils sont « agiles et robustes, les hommes sont trapus, ils ont les yeux et les cheveux très noirs et quelquefois les traits distingués. Les jeunes filles de dix-huit ou vingt ans, offrent, sous leurs haillons, une perfection de formes qu'il est rare de rencontrer chez des gens adonnés à un travail pénible. Elles sont très belles, leur nez est légèrement aquilin, leurs yeux sont noirs, leurs sourcils bien arqués, leurs cheveux noirs sont d'une longueur démesurée. Une teinte de mélancolie est répandue sur la physionomie de toutes les femmes sans exception, ce qui leur donne un caractère de tête analogue à celui des femmes de Léopold Robert dans son tableau des Pêcheurs et de la Madone de l'arc. »

## Sources
- Louis Dussieux, Essai historique sur les invasions des Hongrois en Europe et spécialement en France, Paris, Ducessois, 1839, pp. 72-74.